# Beludzsok

Népcsoportok Pakisztánban és a környező területeken (CIA, 1980)

A beludzsok egy Ázsiában élő, indoiráni (iráni népek) nyelvet beszélő nép, akik többségükben Pakisztán Beludzsisztán tartományában, valamint Irán Szisztán és Beludzsisztán tartományában élnek. A beludzsok abban térnek el Irán lakosságának többségétől, hogy szunniták, bár a hagyományos beludzs életet még ma is inkább a törzsi törvények irányítják. A legtöbb beludzs anyanyelve a beludzs nyelv vagy a brahui, gyakori a két- vagy többnyelvűség. A beludzsok teljes lélekszáma kb. 10-15 millió fő akik közül 5-6 millió él a pakisztáni Beludzsisztán tartományban. A tartomány lakosságának 40-50 százaléka beludzs, a brahuikkal együtt a népesség kétharmadát teszik ki. A szomszédos Szindh és Pandzsáb tartományokban szintén jelentős a lélekszámuk. Irán délkeleti részén 2 millió, Afganisztán déli részén (Nimroz tartományban) félmillió a beludzsok száma, Ománban szintén félmillió. Európában főként a skandináv államokban él jelentős beludzs diaszpóra. Élnek még beludzsok Türkmenisztánban, a Perzsa-öböl államaiban és Kelet-Afrikában is.

## Lakóhelyük
Beludzsisztán kopár vidék, lekopott, dombos ősmasszívum, félsivatag, teljesen sivatag vagy mocsaras vidék, ennek megfelelően meglehetősen gyéren lakott. Ám területén jelentős nyersanyagok: földgáz, kőolaj, vasérc, kén, arany, márvány és króm találhatók, jórészt kiaknázatlanul. Az Indiai-óceán mentén fekvő jégmentes kikötők tovább növelik a beludzs területek vonzerejét, hiszen innen ellenőrizhető a Hormuzi-szorost a Távol-Kelettel összekötő, érzékeny olajút és stratégiai utánpótlási útvonal.
Pakisztánban a beludzsok a lakosság 5%-át alkotják, de az ország területének 42%-án laknak. Hasonló arányt mutatnak Iránban is, ahol a lakosságnak mindössze 2%-át teszik ki. Afganisztánban Nimroz tartomány az otthonuk. A pakisztáni, iráni és afganisztáni beludzsok által lakott területek alkotják Beludzsisztán régiót (Nagy-Beludzsisztánt).
A beludzsok között dravida hidat alkot a brahui népcsoport. Pakisztáni Beludzsisztánban Szaráván és Dzsháláván körzetében, valamint Kvettától északra és délre Lasz Béla határáig, az afganisztáni Csahánszúr körzetéig találhatók. Számukat kétmillióra becsülik. Az iráni beludzsok és a dravida brahuik mindig is szoros kapcsolatban álltak egymással.

## Történetük
Az iráni médektől és perzsáktól eredő beludzsok az ókorban az Óperzsa Birodalom Maka szatrapiájában éltek, amit a középkortól kezdődően Makrán néven ismernek, és egybeesik Beludzsisztán déli része.
Miután a 7. századtól kezdődően az arabok nyugaton benyomultak a Szászánida perzsa birodalom területére, Beludzsisztán a 10. század második feléig a kalifátus része lett. A 11. században a szeldzsukok katonai fellépése idézett elő beludzs mozgást Makrán irányába. Beludzsisztán 1219-től Szultán Mohamed khívai kán fennhatósága alá került. 1223-ban Dzsingisz kán fia, Csagatáj vezetésével söpört végig a mongol invázió a beludzsok területén. Ezt több mongol betörés követte.
A mongolok hanyatlását követően, a 14. században a brahuik alapítottak önálló fejedelemséget Kalati kaganátus néven. A beludzsok a 17–18. század fordulóján Kandahár térségében, a Durráni afgán törzsfők földbérlői voltak, és a 18. század közepétől települtek be a mai Afganisztán más körzeteibe is. Ugyanebben az évszázadban Makrán önálló beludzs fejedelemséggé vált. Az Afganisztánt meghódítani készülő brit gyarmati terjeszkedés a 19. század közepére elérte Beludzsisztánt is. 1839-ben az első angol–afgán gyarmati háború előkészületeként a britek politikai ügynököt küldtek Kalátba és rábírták Mehráb Khán brahui törzsfőt, hogy támadjon a kalati beludzs fejedelemségre. A britek helyőrséget telepítettek Kvettába, és a támadást követően vazallus uralkodót ültettek Kalát trónjára. A britek – csúfos kabuli vereségüket követően – 1842-ben - kiüríteni kényszerültek a kvettai helyőrséget is.
1847–1858 között Beludzsisztán és Felső-Szindh John Jacob tábornok felügyelete alá tartozott, aki 1854-ben első ízben kötött egyezményt a kalati kánnal. Ebben a szerződésben Naszír Khán kénytelen volt elismerni a brit fennhatóságot. A britek azonban törzsi felkelések sorának leverésével is igen nehezen tudtak uralmuknak érvényt szerezni. 1863-ban Beludzsisztánban britellenes, általános nemzeti felkelés bontakozott ki, amely elsöpörte a vazallus uralkodót. 1873-ban a britek visszavonták politikai megbízottjukat és elismerték a kalati kán névleges fennhatóságát.
1866-ban Robert Sandoman lett a térség helyettes brit főbiztosa, aki sikeresen közvetített az egymással állandó harcban álló Bugti és Marri törzsek között, ezért egy év múlva a brit korona megbízta, hogy létesítsen baráti kapcsolatokat Beludzsisztán törzseivel. 1875-ben Sandoman őrnagy megkötötte a Mastung-szerződést Kalat kánjával, amely formálisan elismerte a brit fennhatóságot.
1876-ban megkötötték a második szerződést, melynek értelmében megalakult Brit Beludzsisztán politikai ügynökség, amely közvetlenül a brit indiai alkirályhoz tartozott. Sandoman lett az első brit politikai ügynök, aki Kvettában székelt. Mivel Beludzsisztán egy része már korábban „bérelt földekként” brit közigazgatás alá került, 1871-ben a Brit Birodalom, Perzsia és Kalat Kánság képviselőinek megállapodása gyanánt létrejött a Goldsmid-szerződés. Ennek értelmében került sor 1872–73-ban Perzsia és Beludzsisztán határainak kijelölésére az óceán partjától, Gvadar kikötőtől északra Kuhakig.
1871-ben került sor a Goldsmid-vonaltól északra a Holdich-vonal meghúzására, vagyis Perzsia és Beludzsisztán határa északi szakaszának kijelölésére Kuhaktól északi irányba, ezzel megtörtént Beludzsisztán felosztása Perzsia, Afganisztán és Brit India között. A britek a megszerzett beludzs területeket Brit Beludzsisztán néven összevonták a már korábban megszerzett „bérelt földekkel”. Néhány fejedelemség névleges függetlenségét meghagyták, közülük a legjelentősebb Kalat volt. Ezekben a kánságokban az uralkodó döntéseit brit rezidens bírálta felül, a főbb irányítási munkákat pedig brit politikai ügynökök végezték.
A brit korona uralma alatt is Beludzsisztán a brit indiai gyarmatbirodalom legelmaradottabb területe maradt, amelyet továbbra is prekapitalista viszonyok dominanciája jellemzett. 1903-ban egész Beludzsisztánban huszonkét elemi és két középiskola működött. Még 1944-ben sem haladta meg az összes iskolák száma a nyolcvanat. Csak 1926–29 között szüntették meg hivatalosan a rabszolgaság intézményét. Igen nagy méreteket öltött a beludzsok kivándorlása főleg Karacsiba, ahol több százezeres beludzs kolónia alakult ki. Pakisztán megalakulása idején, 1947-ben már több beludzs élt ott, mint Beludzsisztánban.
Az 1930-as évektől jelentek meg beludzs nacionalista társaságok. 1926-ban Kalatban alakult meg az első Andzsumán-i Iszláh-i Kalat (Kalati Reformtársaság) néven. 1930–31-ben az északkelet-beludzsisztáni Musztangban alakult egy másik Andzsumán-i Ittihád-i Baludzsán (Beludzs Egység Társasága) néven, amely a brit gyarmati iga lerázását, Beludzsisztán egyesítését tűzte ki célul. Kapcsolatban állt a pastunisztáni nemzeti mozgalommal, támogatásának köszönhetően 1932-ben tartották meg a beludzs nacionalisták első tanácskozásukat.
1937-ben alakult meg a Kalati Nemzetállami Párt (Kalat National State Party). 1946-ban alapították az Andzsumán-i Iszláh-i Baludzsán (Beludzs Reformtársaság) szervezetét. 1936–38-ban látott napvilágot az első beludzs újság Isztiqlál („Függetlenség”) címen, amely Kalat és egész Beludzsisztán függetlenségéért szállt síkra. A nemzeti irodalom a második világháború után indult fejlődésnek, jelentősebb beludzs írók Gul Khán Naszír és Azad Dzsamaluddin.
A második világháború éveiben mind a Nemzeti Kongresszus Pártnak, mind a Muzulmán Ligának helyi szervezetei alakultak Beludzsisztán területén. Azt követelték, hogy az összes közvetett vagy közvetlen formában brit uralom alatt álló beludzs területeket egyetlen autonóm tartományba szervezzék a megalakítandó új iszlám állam, Pakisztán keretein belül. Ez az irányzat elsősorban Brit Beludzsisztán központjában, Kvettában talált követőkre. A második világháborút követő időszakban a beludzs nemzeti mozgalomban három tendencia érvényesült: az autonomista, a függetlenségi, valamint a Kalat fejedelemséget támogató irányzat. Az autonomista irányzatot a fentiekben ismertetett Beludzs Reformtársaság, a Beludzs Egység Társasága, valamint a Kalati Reformtársaság képviselték. A függetlenségi irányzat hívei a Kalati Nemzetállami Párt körül tömörültek, teljes függetlenséget követeltek az összes beludzs területeknek, beleértve Iráni–Beludzsisztánt is.
A kalati uralkodó és hívei Kalat kánságból kívántak önálló államot alakítani. Ezt a tervet az „oszd meg és uralkodj” elve alapján kezdetben a britek is támogatták. A referendumról rendelkező Mauntbattan Dekrétumot Kvettában 1947. június 29-én tették közzé, amely csak India és Pakisztán között engedett választást. A Kalati Nemzetállami Párt hívei és Ahmad Jár kalati kán arra szólították fel a fejedelemség lakóit, hogy önálló nemzeti állam megalakításáért szálljanak síkra, és a választásokon a függetlenségi irányzat híveit juttassák be a helyi parlamentbe. A megváltozott kül- és belpolitikai körülmények hatására azonban Ahmad Jár lemondott az önálló állam gondolatáról, és 1948. március 27-én a Pakisztánhoz való csatlakozás mellett döntött. A kánság a belügyekben az új állam megalakulása után is megtarthatta autonómiáját. Az uralkodót kiemelt apanázs és továbbra is uralkodói cím illette meg, a vele járó kiváltságokkal együtt. 1952. február 11-én megalakult a Beludzs Fejedelemségek Uniója a pakisztáni állam keretein belül, amelynek feje a kalati kán lett. Kalat, Lasz Bela és több kisebb fejedelemség tartozott az unióhoz.
A függetlenségi irányzat azonban ebbe nem nyugodott bele. 1948 tavaszán gerillaháború kezdődött Kalat teljes függetlenségéért. Fegyveres ellenállásuk hatására 1949. március 11-én a pakisztáni hatóságok kénytelenek voltak felállítani Beludzsisztán Konzultatív Tanácsát, amelynek feladata a tartomány közigazgatási kérdéseinek, a tartományi autonómia feltételeinek, valamint a gazdasági fejlesztés lehetőségeinek vizsgálata volt. Ekkor még a beludzs nemzeti mozgalomban túlsúlyban voltak a tradicionális társadalmi elemek. A törzsfők segítségével került felállításra a Beludzs Törzsek Uniója nevű szervezet, amely együttműködött a pakisztáni hatóságokkal.

## Nyelvük
Indoiráni nyelvet beszélnek, mely a kurddal mutat rokonságot. A beludzsnak számos nyelvjárása van. Az Ethnologue három nagyobb nyelvjárást jegyez. Ezek a keleti beludzs, a nyugati beludzs, a déli beludzs. Ezzel ellentétben az Encyclopedia Iranica hat nagyobb nyelvjárást különböztet meg. Ezek: rakhshani (aldialektusai: a kalati, a panjguri és a sarhaddi), a saravani, a lashari, a kachi, a parti nyelvjárások és a keleti hegyi beludzsi.
A 19. század előtt a beludzsi egy írásrendszer nélküli nyelv volt. A hivatalos írott nyelv a perzsa volt, bár a beludzs udvarokban beludzsiul beszéltek. A brit nyelvészek és politikatörténészek latin írással írtak, de a függetlenség elnyerését követően Pakisztánban a beludzs tudósok a nastalik írásrendszert vették át. Afganisztánban a beludzsi leírásához olyan módosított arab ábécét használnak, melynek alapja a pastué.